# Gustaf von Essen (1803–1874)
Gustaf Adolf Fredrik Wilhelm von Essen, född den 15 juli 1803 på Andershoff vid Stralsund, Svenska Pommern död 3 oktober 1874 på Viks slott i Balingsta församling, Uppsala län, var en svensk greve, militär och kammarherre.

## Biografi
von Essen var son till greve Hans Henric von Essen och friherrinnan Hedvig Charlotta von Krassow. Han blev vid tolv års ålder kornett vid Livgardet till häst, för att 1826 bli löjtnant där och kammarherre hos drottning Desideria. Han hade under tiden emellan studerat vid Uppsala universitet och där tagit teologie examen och kansliexamen, samt studerat vid Göttingens universitet. Han fortsatte sedan att avancera i rang vid Livgardet till häst, blev sedan 1827 hovstallmästare, 1830 stabsryttmästare och förste hovstallmästare, 1838 major i armén, 1839 major vid Skånska husarregementet, 1841 förste major och överstelöjtnant, 1848 överste i regementet och överste och chef för Skånska husarregementet.
Han var gift med Ida Mary von Rehausen, vars far, Gotthard von Rehausen, var friherre och envoyé och modern engelska. Bland deras söner fanns Hans Henric von Essen.
Åren 1834 till 1843 var von Essen ägare av godset Ulvsunda slott i Bromma, väster om Stockholm.
Han var i August Malmborgs frånvaro förordnad befälhavare för kåren vid slesvig-holsteinska kriget från augusti 1849 till 18 juli 1850, med den egentliga rangen av befälhavare för en kavallerifältbataljon.
År 1853 utnämndes von Essen till generalmajor i armén. När kejsaren av Österrike gifte sig 1854, sändes von Essen som svensk beskickning för att gratulera denne. Han närvarade också för Sveriges räkning vid kröningen av kejsar Alexander II 1856, samt av kung Vilhelm i Berlin 1861. von Essen fick överlämna Serafimerordens insignier till kronprins Friedrich sistnämnda år.
År 1860 blev von Essen överhovstallmästare.
von Essen var dekorerad med ett flertal svenska och utländska ordnar. Han ärvde Viks slott av sin far, som ärvt det efter den hustru han varit gift med innan han gifte sig med von Essens mor. Där lät han samla en mängd dyrbara tavlor, vapen och antikviteter.